# Microregione di Traipu
Traipu è una microregione dello Stato dell'Alagoas in Brasile, appartenente alla mesoregione di Agreste Alagoano.

## Comuni
Comprende 3 comuni:
- Traipu
- Olho d'Água Grande
- São Brás